# Имянликулево
Имянликулево (баш. Имәнлеҡул) — село в Чекмагушевском районе Республики Башкортостан Российской Федерации. Административный центр Имянликулевского сельсовета.

## География

### Географическое положение
Расстояние до:
- районного центра (Чекмагуш): 20 км,
- ближайшей ж/д станции (Буздяк): 87 км.

## Население
| 2002 | 2009 | 2010 |
| ---- | ---- | ---- |
| 909  | ↘877 | ↘761 |

### Национальный состав
Согласно переписи 2002 года, преобладающие национальности — башкиры (71 %), татары (26 %).

## Религия
В селе находится мечеть